# Ginásio Poliesportivo do Riacho
O  Ginásio Poliesportivo do Riacho  é um ginásio poliesportivo localizado em Contagem, no Estado de MG com capacidade para 2 200 espectadores.

## História
Em meados de 2008 estimava estar abandonado por cerca de 20 anos, após interdição pelo Corpo de Bombeiros, passou por uma total reestruturação e modernização, entre estas a troca do piso por um de madeira flutuante, recebeu quatro novos vestiários, mesmo número de cabines de imprensa, sistema de iluminação para atender os padrões de transmissões televisivas, além de uma área destinada a portadores de deficiência física, incluindo elevador exclusivo, e dois modernos placares eletrônicos e um espaço destinado a autoridades e convidados; e no dia 24 de setembro daquele ano marcou a reinauguração uma partida amistosa entre o time  de futsal V & M Minas e a Seleção Chinesa.
No ano de 2009 foi um dos locais dos jogos do Classificatório para o Campeonato Mundial de Vôlei Feminino do Japão, acontecendo os confrontos entre Brasil, Argentina, Venezuela e Perue partidas do Campeonato Mineiro de Handebol Masculino, já em 2011 ocorreu a na da 7ª Taça Brasil Sub-20 (1ª Divisão) de Futsal Feminino.Em 2012 recebeu a nona edição da Copa Minas Gerais de Tênis de Mesa, em quatro categorias:menor, sênior, adulto e veterano, sendo uma das etapas do estadual mineiro.
Em 2014 além da final do Campeonato Mineiro de Voleibol Adulto Masculino, também sediou o Campeonato Brasileiro de Ginástica de Trampolim,o judô também foi atração do ginásio, em 2017 aconteceu o Super Desafio entre Brasil e Portugal, nas categorias peso -66kg,-73kg, -81kg, -90kg e -100kg, no mesmo ano aconteceu jogos decisivos do Contagem Towers na Liga Ouro de Basqueteo evento de "Federação Fight 6", evento promovido pela Federação Mineira de MMA (FMMAMG) que reuniu os melhores lutadores do estado tanto no amador como no profissional e local para manifestação religiosa, como ocorreu naquele ano pela celebração da Festa da Família Quadrangular, com shows do segmento gospel da Dan e Janaina, e dos cantores Jefte, Negra Mary, Babi Canuto e Karen Ludmila.
Na temporada de 2019 foi palco do Campeonato Mineiro de Taekwondo.Já há algumas temporadas é um dos locais de mando de jogo do Sada Cruzeiro Vôlei nas competições nacionais. e em 2020 foi anunciado como palco da edição do Sul-Americano de clubes no voleibol e em uma partida da válida pelo returno da Superliga Masculina de Vôlei 2019-20,entre Sada Cruzeiro e Vôlei Itapentininga, o ginásio terá ponto de coleta de artigos como materiais de limpeza, itens de higiene pessoal, fraldas descartáveis, colchões, cobertores, água mineral e roupas de cama, e o total arrecadado será repassado aos afetados pelas chuvas que castigaram Belo Horizonte e Minas Gerais neste começo de ano

### Localização - Região Central
- Endereço: Rua Rio Paraopeba, 1200 – Riacho das Pedras - Contagem/MG
- Dias Úteis: das 7h às 19h
- Estacionamento: Grátis

## Eventos
O ginásio tornou-se palco de grandes eventos nacionais e internacionais, tais como: 
- Partidas de futsal e voleibol
- Lutas de judô
- Projetos sociais de ginastas e voleibol

## Principais eventos esportivos sediados
- Em 2009 - Pré-Mundial de Vôlei Feminino
- Super Desafio de Judô Brasil x Portugal,
- Superliga Brasileira de Vôlei
- Campeonato Mineiro de Vôlei
- Amistoso Internacional de Vôlei
- Amistoso Internacional Futsal
- Liga Ouro de Basquete
- Eventos de MMA